# Radzisław
Radzisław – imię męskie, nienotowane w słownikach staropolskich. Człon Radzi- jest niespotykany w staropolskich imionach dwuczłonowych.
Radzisław imieniny obchodzi 16 października i 10 grudnia.